# Eduardo Araujo Castillo
Eduardo Araujo Castillo (6 de febrero de 1996) es un deportista mexicano que compite en judo. Ganó dos medallas de plata en el Campeonato Panamericano de Judo, en los años 2016 y 2017.

## Palmarés internacional
| Campeonato Panamericano | Campeonato Panamericano   | Campeonato Panamericano | Campeonato Panamericano |
| Año                     | Lugar                     | Medalla                 | Categoría               |
| ----------------------- | ------------------------- | ----------------------- | ----------------------- |
| 2016                    | La Habana (Cuba)          | Medalla de plata        | –66 kg                  |
| 2017                    | Ciudad de Panamá (Panamá) | Medalla de plata        | –73 kg                  |